# جیمز بروس
جیمز بروس (انگلیسی: James Bruce؛ ۱۴ دسامبر ۱۷۳۰ – ۲۷ آوریل ۱۷۹۴) یک سیاح، و باستان‌شناس اهل بریتانیا بود.